# Bestla (luna)
 Bestla je retrogradni naravni satelit Saturna iz Nordijske skupine.

## Odkritje in imenovanje
Luno Bestla so odkrili  Scott S. Sheppard, David C. Jewitt, Jan Kleyna in Brian G. Marsden 4. maja leta 2005 na posnetkih, ki so jih naredili med 13. decembrom 2004 in 5. marcem 2005. Njeno začasno ime je bilo S/2004 S 18. Uradno ime je dobila leta 2007 po velikanki Bestli  iz nordijske mitologije